# بيري إليس
بيري إليس (بالإنجليزية: Perry Ellis) هو مصمم أزياء أمريكي، ولد في 3 مارس 1940 في بورتسموث في الولايات المتحدة، وتوفي في 30 مايو 1986 في نيويورك في الولايات المتحدة.

## وصلات خارجية
- بيري إليس على موقع إن إن دي بي (الإنجليزية)